# 切尔科拉
切尔科拉（義大利語：Cercola），是意大利那不勒斯省的一个市镇。总面积3平方公里，人口19270人，人口密度6423.3人/平方公里（2009年）。ISTAT代码为063026。